# قیام کوچگیری
قیام کوچگیری یا همان انقلاب کوچگیری اولین قیام کردهای علوی و علیه ظلم و ستم دولت ترکیه بود که در ژوئیه ۱۹۲۰ در کوچگیری آغاز شد و در اصل به وسیله اعضای انجمن جامعه ای برای ظهور کردستان مطرح شد.
پیش از این نیز فعالیت‌هایی توسط علی شیر درسیمی و Baytar Nuri Dersimi صورت گرفته بود.

## دلایل
در ترکیه نوین غیر ترک بودن و علوی بودن بیش از حکومت عثمانی جرم محسوب می‌شد تا جایی که در سال ۱۹۲۴ اعلام شد نباید برای هر اقلیت غیر ترک حقوق اجتماعی قائل شد؛ و این در حالی بود که اقلیتهایی مانند کردها در جنگ با شوروی از خود رشادت‌های زیادی نشان دادند اما برای نادیده گرفتن قومیت و نژاد از آنها بعنوان ترک کوهستانی یاد می‌شد.
شورش کوچگیری نیز برای مقابله با ظلم و نادیده گرفتن حقوق  کردها بود.

## شروع
این جنبش با حمله برخی از واحدهای شورشی در ژوئیه ۱۹۲۰ به فرماندهی فردی بنام میستو به کلانتری زلفاعلی آغاز شد.
طی این حمله مناطق اطراف سیواس، ارزنجان، Qendal و Qoçgiri تحت کنترل نیروهای کرد قرار گرفت.
دولت آنکارا برای جلوگیری از تشدید قیام در اکتبر ۱۹۲۰ هیئت‌های مشورتی به عراق فرستاد. در ۱۵ نوامبر همان سال جلسه ای تشکیل شد و بیانیه ای به دولت صادر شد.
آنکارا همچنین جمع‌آوری نیروها را در سیواس آغاز کرد و ارتباط درسیم با سایر نقاط را قطع کرد و از بعضی افراد برای پیوستن به این حرکت دعوت کرد. جنبش در حال گسترش بود و این حرکت دولت کارساز نبود.

## سرکوب
تا اینکه در مارس ۱۹۲۱ اقدام نظامی توسط ارتش صورت گرفت و سرانجام در ۲۴ آوریل ۱۹۲۱واحدهای قیام کوچگیری تجزیه شده و نظامیان به درون کوچگیری راه یافتند و قیام به شکل وحشیانه ای سرکوب شد.
شدت جنایات در سرکوب به حدی بود که مجلس ملت بزرگ تصمیم به برکناری نوردین پاشا گرفت اما مصطفی کمال پاشا یا همان آتاتورک مداخله کرد و مانع محاکمه وی شد.
نوردین پاشا پیش از سرکوب گفته بود (طبق برخی از منابع این بیانیه ای بود به توپال عثمان):
در ترکیه هرکس را که زو می‌گفت نابود کردیم (منظور ارامنه) و کسانی را که لو می‌گویند هم از ریشه نابود خواهیم کرد (منظور کردها).
پس از سرکوب شورش بعضی از رهبران اسیر اعدام و برخی نیز تحت نظر قرار گرفتند. اقدامات وطن پرستانه رهبران و شورشیان به حدی عمیق بود که این قیام و رهبرانش را وارد تاریخ نمود.

## علی شیر
علی شیر درسیمی یا علی شیر کوچگیری شاعر و ادیب کرد و همسرش ظریفه خانوم که از رهبران این قیام بودند سر انجام در سال ۱۹۳۷ اعدام شدند.